# Faisceau longitudinal médial
 (juillet 2024).
La mise en forme du texte ne suit pas les recommandations de Wikipédia : il faut le « wikifier ».
Les points d'amélioration suivants sont les cas les plus fréquents. Le détail des points à revoir est peut-être précisé sur la page de discussion.
- Les titres sont pré-formatés par le logiciel. Ils ne sont ni en capitales, ni en gras.
- Le texte ne doit pas être écrit en capitales (les noms de famille non plus), ni en gras, ni en italique, ni en « petit »…
- Le gras n'est utilisé que pour surligner le titre de l'article dans l'introduction, une seule fois.
- L'italique est rarement utilisé : mots en langue étrangère, titres d'œuvres, noms de bateaux, etc.
- Les citations ne sont pas en italique mais en corps de texte normal. Elles sont entourées par des guillemets français : « et ».
- Les listes à puces sont à éviter, des paragraphes rédigés étant largement préférés. Les tableaux sont à réserver à la présentation de données structurées (résultats, etc.).
- Les appels de note de bas de page (petits chiffres en exposant, introduits par l'outil «  Source ») sont à placer entre la fin de phrase et le point final[comme ça].
- Les liens internes (vers d'autres articles de Wikipédia) sont à choisir avec parcimonie. Créez des liens vers des articles approfondissant le sujet. Les termes génériques sans rapport avec le sujet sont à éviter, ainsi que les répétitions de liens vers un même terme.
- Les liens externes sont à placer uniquement dans une section « Liens externes », à la fin de l'article. Ces liens sont à choisir avec parcimonie suivant les règles définies. Si un lien sert de source à l'article, son insertion dans le texte est à faire par les notes de bas de page.
- La présentation des références doit suivre les conventions bibliographiques. Il est recommandé d'utiliser les modèles {{Ouvrage}}, {{Chapitre}}, {{Article}}, {{Lien web}} et/ou {{Bibliographie}}. Le mode d'édition visuel peut mettre en forme automatiquement les références.
- Insérer une infobox (cadre d'informations à droite) n'est pas obligatoire pour parachever la mise en page.

Pour une aide détaillée, merci de consulter Aide:Wikification.
Si vous pensez que ces points ont été résolus, vous pouvez retirer ce bandeau et améliorer la mise en forme d'un autre article.
 (juillet 2024).
Si vous disposez d'ouvrages ou d'articles de référence ou si vous connaissez des sites web de qualité traitant du thème abordé ici, merci de compléter l'article en donnant les références utiles à sa vérifiabilité et en les liant à la section « Notes et références ».
Le faisceau longitudinal médial (FLM) est un faisceau proéminent de fibres nerveuses qui passent dans la partie ventrale/antérieure de la substance grise périaqueducale du mésencéphale. Il contient le noyau interstitiel de Cajal, responsable du contrôle oculomoteur, de la posture de la tête et des mouvements verticaux des yeux.
Le FLM interconnecte les interneurones de chaque noyau abducens avec les neurones moteurs du noyau oculomoteur contralatéral ; ainsi, le FLM assure la coordination des mouvements horizontaux (de gauche à droite) des yeux, garantissant que les deux yeux bougent en unisson (permettant ainsi les mouvements saccadiques des yeux). Le FLM contient également des fibres projetant des noyaux vestibulaires vers les noyaux oculomoteur et trochléaire ainsi que vers le noyau interstitiel de Cajal ; ces connexions garantissent que les mouvements des yeux sont coordonnés avec les mouvements de la tête (comme perçus par le système vestibulaire).
Le faisceau longitudinal médial est la principale connexion centrale pour le nerf oculomoteur, le nerf trochléaire et le nerf abducens. Il transporte des informations sur la direction dans laquelle les yeux doivent se déplacer. Les lésions du faisceau longitudinal médial peuvent causer un nystagmus et une diplopie, qui peuvent être associés à la sclérose en plaques, à une néoplasie ou à un AVC.

## Anatomie
Le FLM est le principal tractus intersegmentaire du tronc cérébral. Il s'étend à travers le tegmentum dorsal des trois parties du tronc cérébral, atteignant caudalement les niveaux cervicaux supérieurs de la moelle épinière.
Les fibres descendantes proviennent du colliculus supérieur dans le mésencéphale (pour les réflexes visuels), des noyaux oculomoteurs accessoires dans le mésencéphale (pour le suivi visuel), et de la formation réticulaire pontine, qui facilite le tonus des muscles extenseurs.
Les tractus ascendants proviennent du noyau vestibulaire et se terminent dans le noyau oculomoteur (du nerf oculomoteur III), le noyau trochléaire (du nerf trochléaire IV) et le noyau abducens (du nerf abducens VI).

### Structure
Il contient le noyau interstitiel de Cajal, et le noyau interstitiel rostral (le centre du regard vertical).

### Voies

#### Regard conjugué horizontal
La PMPRF est impliquée dans la coordination des mouvements oculaires horizontaux conjugués et des saccades. Pour ce faire, en plus de projeter vers le noyau abducens ipsilatéral, la PMPRF projette des fibres à travers le FLM vers le noyau oculomoteur controlatéral (spécifiquement, ceux de ses motoneurones qui innervent le muscle droit médial).

#### Noyau interstitiel de Cajal
Le noyau interstitiel de Cajal reçoit certaines afférences ascendantes des noyaux vestibulaires via le FLM ; le noyau projette à son tour des efférences descendantes via le FLM vers les noyaux vestibulaires (supérieur et médial), ainsi que vers tous les niveaux de la moelle épinière.

#### Réflexe vestibulo-oculaire
Dans le cadre du FLM ascendant, les noyaux vestibulaires projettent également vers les noyaux de tous les nerfs crâniens qui contrôlent les mouvements des yeux (c'est-à-dire les noyaux oculomoteur, abducens et trochléaire) pour coordonner les mouvements de la tête et des yeux via le réflexe vestibulo-oculaire.

#### Noyaux péri-hypoglosses
Les trois noyaux péri-phypoglosses projettent des efférences vers les trois noyaux des nerfs crâniens contrôlant les muscles extrinsèques des yeux via le FLM.

#### Voie vestibulo-spinale médiale
Le vestibulocérébellum (L'archeo-cerebellum) reçoit des fibres vestibulocérébelleuses des noyaux vestibulaires, puis projette à nouveau vers les noyaux vestibulaires pour influencer le tractus vestibulospinal médial (TVSM). Le TVSM projette ensuite bilatéralement aux niveaux cervicaux et thoraciques supérieurs de la moelle épinière pour contrôler les mouvements de la tête et du cou afin de coordonner les mouvements de la tête et des yeux. Dans la moelle épinière cervicale, il descend en tant que composant du FLM descendant.

#### Voie tectospinale
Le tractus tectospinal prend naissance dans le colliculus supérieur et le tectum du mésencéphale. Il projette à la moelle épinière cervicale et thoracique supérieure pour médiatiser le réflexe de rotation de la tête et du tronc dans la direction des sensations surprenantes. Dans le bulbe rachidien (moelle allongée), il descend dans le FLM.

### Rapports
Dans le mésencéphale, le FLM est situé juste ventralement aux noyaux oculomoteur et trochléaire.
Dans le pont, le FLM est situé juste ventralement/antérieurement au noyau abducens.

## Signification clinique
Une lésion du faisceau longitudinal médial entraîne un ralentissement ou une absence d'adduction de l'œil ipsilatéral lors du regard controlatéral. Cela est généralement associé à des mouvements oculaires involontaires saccadés (nystagmus) de l'œil abducteur, un syndrome appelé ophtalmoplégie internucléaire. Comme la sclérose en plaques provoque une démyélinisation des axones du système nerveux central, elle peut causer une ophtalmoplégie internucléaire lorsque les axones du faisceau longitudinal médial sont démyélinisés. Cela se manifeste par un nystagmus et une diplopie. D'autres maladies démyélinisantes, ainsi que certains néoplasmes et AVC, peuvent également provoquer les mêmes symptômes.

## Histoire
En 1846, le neurologue Benedict Stilling a d'abord appelé le faisceau longitudinal médial "acusticus". Cela a été suivi par Theodor Meynert en 1872 qui l'a appelé "posterior". En 1891, Heinrich Schutz a choisi le nom "dorsal" pour décrire le faisceau longitudinal. Ce nom est resté malgré d'autres tentatives de renommage par d'autres auteurs (le "periependymal" de Ramon y Cajal en 1904, le "nubecula dorsalis" de Theodor Ziehen en 1913). Enfin, Wilhelm His Sr. a changé le nom en "médial" pour se conformer à la nomenclature de Bâle.

## Images supplémentaires

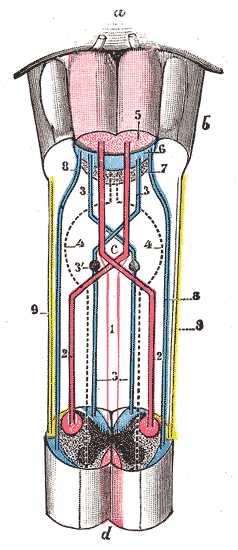
Décussation pyramidale.